# Polycentropus arizonensis
Polycentropus arizonensis är en nattsländeart som beskrevs av Banks 1905. Polycentropus arizonensis ingår i släktet Polycentropus och familjen fångstnätnattsländor. Inga underarter finns listade i Catalogue of Life.